# Nur-Astana-moskee
De Nur-Astana-moskee is een moskee in Astana, de hoofdstad van Kazachstan. Het is de op twee na grootste moskee in Centraal-Azië. De hoogte van 40 meter symboliseert de leeftijd van de islamitische profeet Mohammed toen hij de openbaringen ontving, en de hoogte van de minaretten is 63 meter, de leeftijd die Mohammed had toen hij stierf.
De moskee, ontworpen door Charles Hadife, een architect gevestigd in Beiroet, Libanon, bevindt zich op de linkeroever van de stad Astana. De bouw begon in maart 2005. De moskee was een geschenk als gevolg van een akkoord tussen de president van Kazachstan, Nursultan Nazarbayev en de emir van Qatar, Hamad bin Khalifa al-Thani. Ze heeft een capaciteit van 5.000 gelovigen, waarvan 2.000 voor gelovigen in de buitenlucht. De structuur is gemaakt van glas, beton, graniet en alucobond-panelen.